# Centrální Srbsko

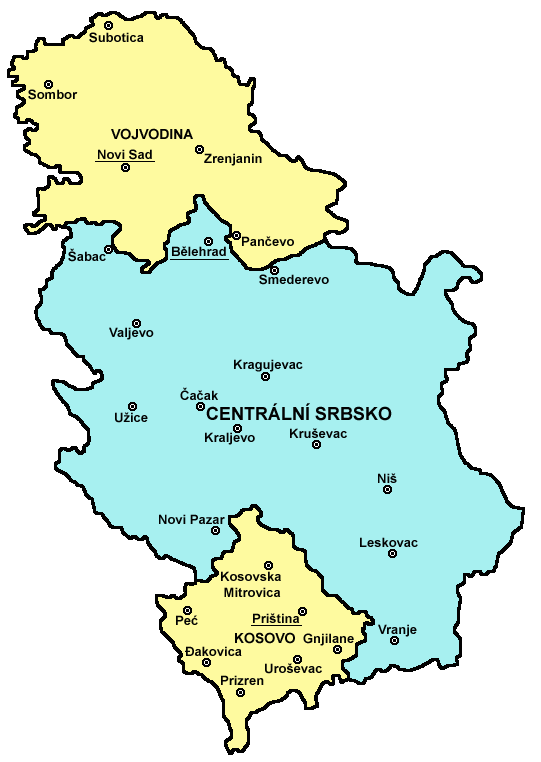
Mapa Centrálního Srbska

Centrální Srbsko nebo též Střední Srbsko (srbsky Centralna Srbija / Централна Србија), označované také jako Užší Srbsko  (srbsky Uža Srbija / Ужа Србија), je oblast Srbska ležící mimo autonomní provincii Vojvodina na severu. Střední Srbsko je účelový termín, nikoliv správní členění Srbska jako takového, a nemá žádnou formu samostatné správy. Největším městem oblasti a jeho faktickou metropolí je Bělehrad, rozkládající se na jeho samém severním okraji.

## Politický status
Centrální Srbsko nemá postavení samosprávného celku, jedná se pouze o zbytkové území státu bez Vojvodiny a Kosova. Naproti tomu Vojvodina je autonomní celky a těší se v rámci Srbska jistému stupni autonomie. 
Do roku 2008 bylo dalším autonomním celkem Srbska Kosovo. To však v únoru 2008 vyhlásilo nezávislost, kterou Srbsko neuznalo a nadále jej považují za součást srbského státu. 

## Administrativní členění

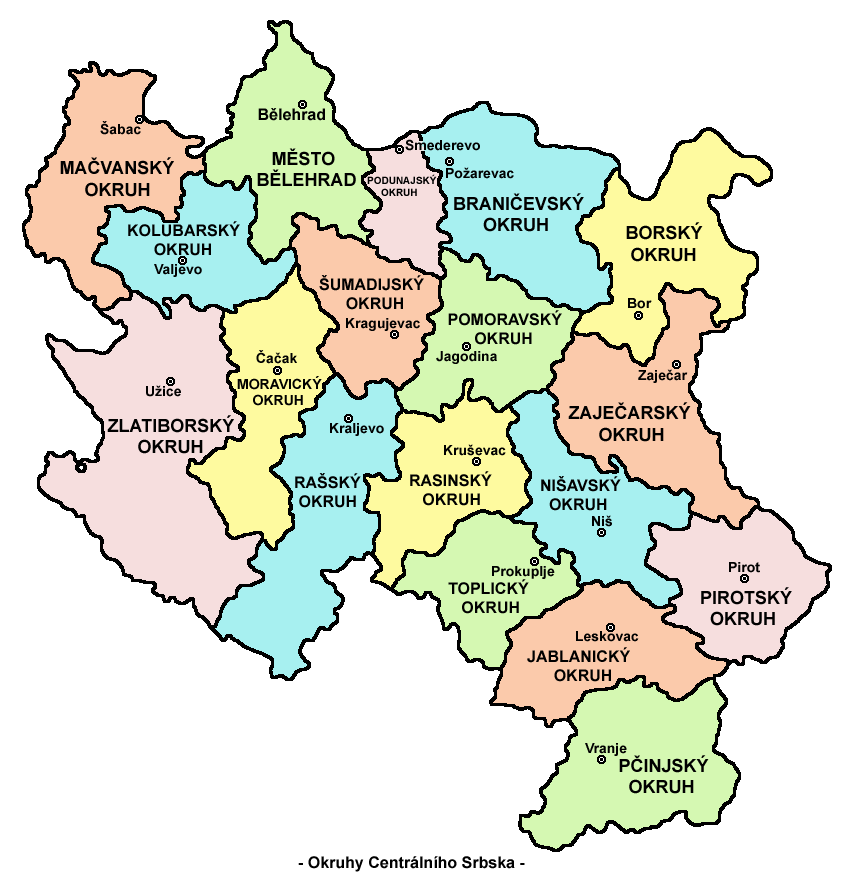
Okruhy Centrálního Srbska

Centrální Srbsko zahrnuje 17 okruhů (okruzi) a hlavní město (grad) Bělehrad:
- Město Bělehrad
- Borský okruh
- Braničevský okruh
- Jablanický okruh
- Kolubarský okruh
- Mačvanský okruh
- Moravický okruh
- Nišavský okruh
- Pčinjský okruh
- Pirotský okruh
- Podunajský okruh
- Pomoravský okruh
- Rasinský okruh
- Rašský okruh
- Šumadijský okruh
- Toplický okruh
- Zaječarský okruh
- Zlatiborský okruh

## Města
Největšími městy regionu jsou Bělehrad (1 280 600 obyvatel), Niš (173 400 obyvatel) a Kragujevac (146 000 obyvatel).

## Galerie

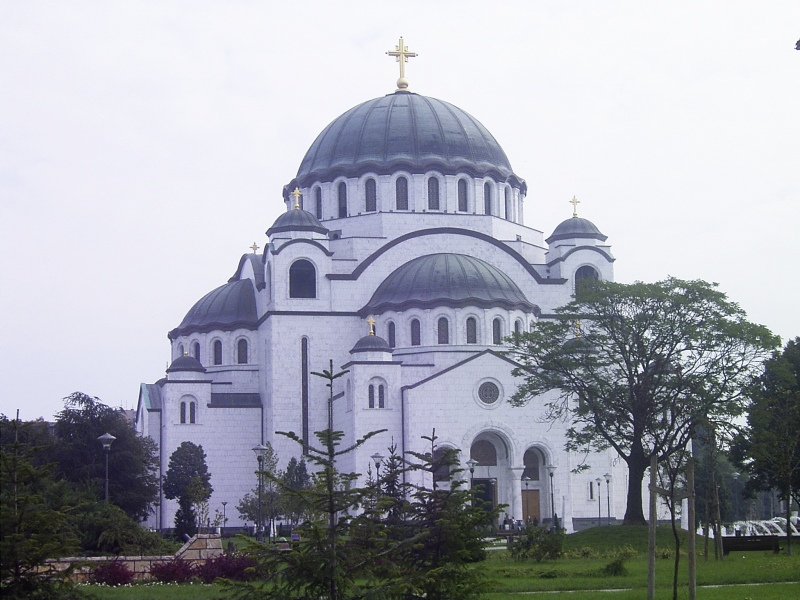
Bělehradský chrám Svatého Sávy
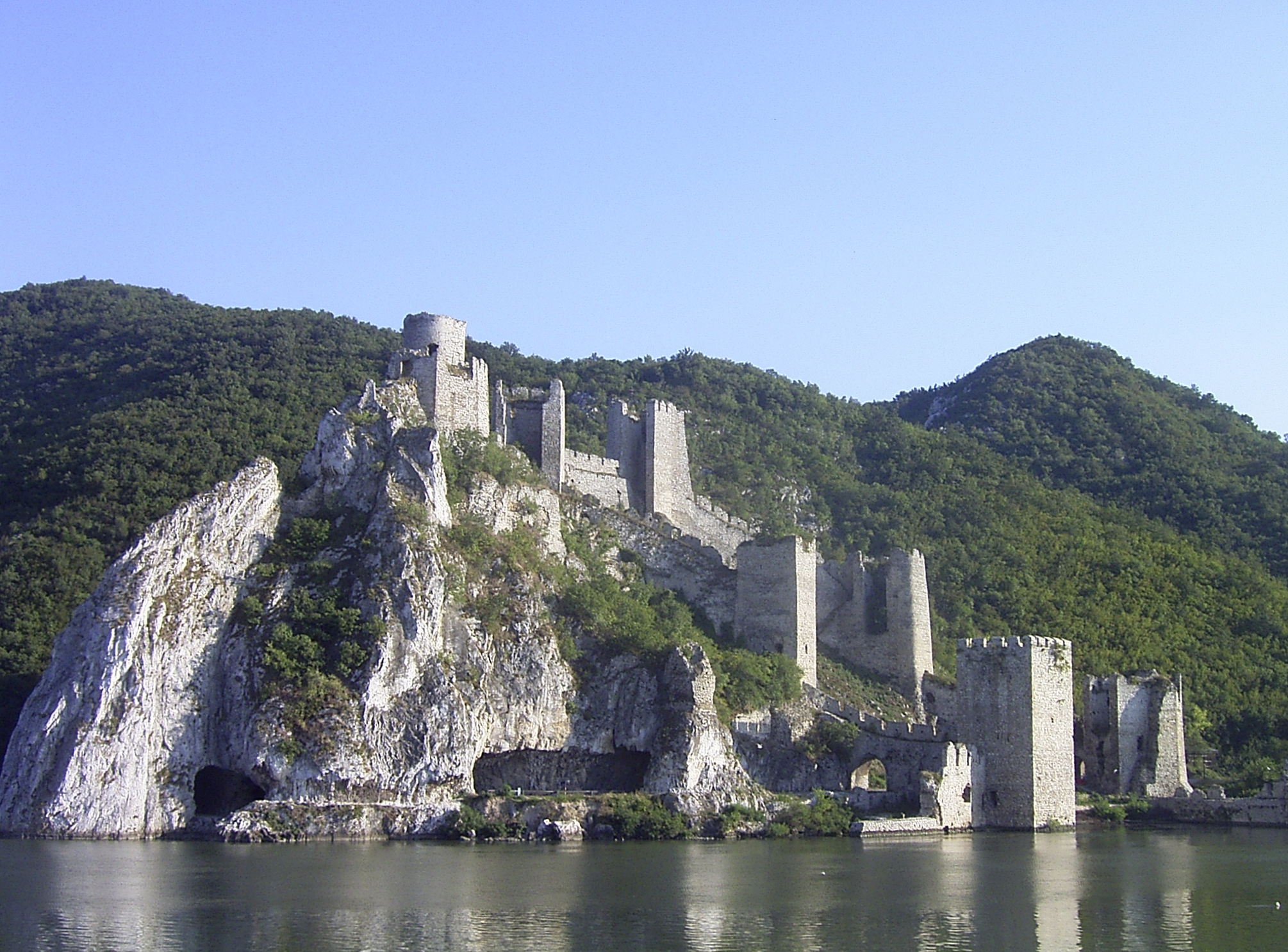
Středověký hrad Golubac ze 14. století